# 百樂匯站
百樂匯站是一座多倫多地鐵布魯亞－丹佛線車站，坐落加拿大安大略省多倫多百樂匯街（Broadview Avenue）和丹佛路（Danforth Avenue）的交界處，於1966年2月26日聯同該地鐵線的首期路段一起開幕。
下列由多倫多公車局營運的巴士和有軌電車線駛經百樂匯站：
- 8號百樂匯巴士線（Broadview）
- 62號摩提麻巴士線（Mortimer）
- 87號高士本巴士線（Cosburn）
- 100號菲林明頓公園巴士線（Flemingdom Park）
- 322號覺士維巴士線（Coxwell）
- 504號皇帝街有軌電車線（King）
- 505號登打士街有軌電車線（Dundas）

## 外部連結
- 维基共享资源上的相關多媒體資源：百樂匯站
- （英文）TTC Broadview Station－多倫多公車局網站 百樂匯站頁面